# هاينريش جيربر
هاينريش جيربر (بالألمانية: Heinrich Nikolaus Gerber)‏ (و. 1702 – 1775 م) هو عازف أرغن، وملحن ألماني، ولد في زوندرسهاوزن، يستخدم آلات أورغن، توفي في زوندرسهاوزن، عن عمر يناهز 73 عاماً.